# Labeo alluaudi
Labeo alluaudi és una espècie de peix cipriniforme de la família dels ciprínids.

## Morfologia
Els mascles poden assolir els 13,5 cm de longitud total.

## Distribució geogràfica
Es troba a Costa d'Ivori, Libèria i Sierra Leone.